# Culex
Culex – rodzaj muchówek z rodziny komarowatych i podrodziny Culicinae. Larwy żyją w wodzie, filtrując plankton. Samce żerują tylko na płynnym pokarmie roślinnym, natomiast samice uzupełniają dietę krwią czworonogów, w tym człowieka. Wiele gatunków jest wektorami drobnoustrojów chorobotwórczych, np. wywołujących wirusowe zapalenia mózgu, gorączkę Zachodniego Nilu, filariozy czy ptasią zimnicę.

## Morfologia

### Owad dorosły

Schemat anatomiczny imago komara brzęczącego

Większość gatunków ma jednolite, bure ubarwienie, ale niektóre cechują się nakrapianiem skrzydeł i odnóży, przywodzącym na myśl to u widliszków. Czułki mają okółki ciemnych włosków i białawe omszenie; od tych u rodzajów Deinocerites i Galindomyia wyróżniają się ostatnim członem biczyka znacznie krótszym niż jego człon pierwszy. U samicy czteroczłonowe głaszczki szczękowe są krótkie, długości wynoszącej od 16–24% długości kłujki. Śródtułów ma wypukłą tarczę. Odnóża mają nieząbkowane pazurki oraz wyraźnie widoczne przylgi. U większości gatunków tylna para odnóży ma goleń nie dłuższą od pierwszego członu stopy. Brak jest szczecinek przedprzetchlinkowych, a z wyjątkiem C. postspiraculosus nie występują także szczecinki zaprzetchlinkowe. Obecność co najwyżej kilku, a zwykle tylko jednej dolnej szczecinki mezepimeralnej wyróżnia rodzaj Culex od pokrewnego rodzaju Lutzia. Odwłok ma u samicy tępy wierzchołek i niewidoczne są przysadki odwłokowe. Samiec ma szczyty paraproktów z grupami grubych kolców ustawionych w rzędzie lub w koronie oraz gonokoksyty pozbawione klaspetów.

### Larwa

Schemat anatomiczny larwy Culex restuans

Larwa ma głowę dużą i szeroką. Narządy gębowe z wachlarzami szczecin na wardze górnej typu filtrującego, żuwaczkami pozbawionymi płatów bocznych u nasady i dobrze rozwiniętymi pędzlami szczecinek na szczękach. Spośród szczecinek nadustkowych druga para zwykle jest całkiem zanikła, a trzecia przesunięta na grzbietową powierzchnię głowy lub także nieobecna. Czułki są długie i mają dobrze rozwinięty włosek czułkowy, osadzony w wierzchołkowej połowie długości. Włoski czołowe długie i rozgałęzione. Tworzą linię prostą. Tułów pozbawiony jest zastawek barkowych, a wierzch odwłoka włosków palmowatych. Pierwszy segment odwłoka ma zawsze wykształconą szczecinkę dwunastą. Syfon oddechowy zaopatrzony jest w kilka par włosków grzebieniastych na powierzchni brzusznej. Znajduje się na końcu ósmego segmentu odwłoka, po stronie grzbietowej. Zakończony przetchlinką z chitynową płytką. Z boku ósmego segmentu grupa łusek ząbkowanych i bez kolca głównego. Ostatni segment odwłoka ma zwykle dobrze rozwinięte siodło; rzadko jest ono zredukowane lub niekompletne, ale nigdy nie ulega podziałowi na dwa skleryty. Pośrodku spodu dziesiątego segmentu odwłoka znajduje pędzelek szczecin złożony z co najmniej 3 ich par. Płetwę analną tworzy od 11 do 14 włosków.

### Poczwarka
Poczwarka ma poprzeczny fałd u podstawy otwartego na szczycie syfonu oraz ruchome wyrostki listkowate na ostatnim segmencie odwłoka.

## Biologia i ekologia

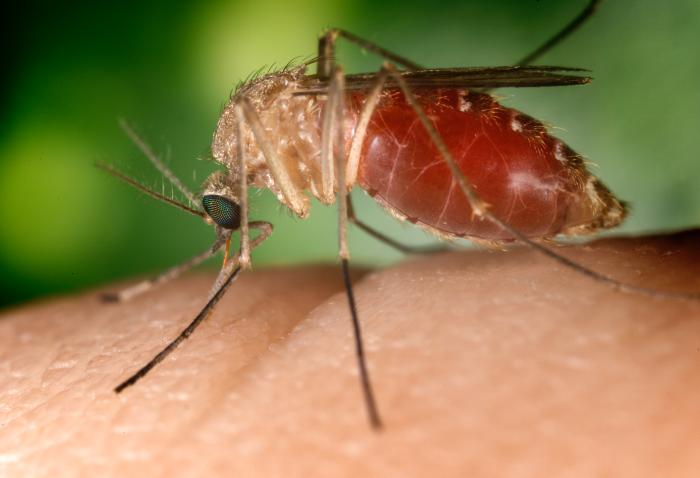
Samica Culex quinquefasciatus pobierająca pokarm

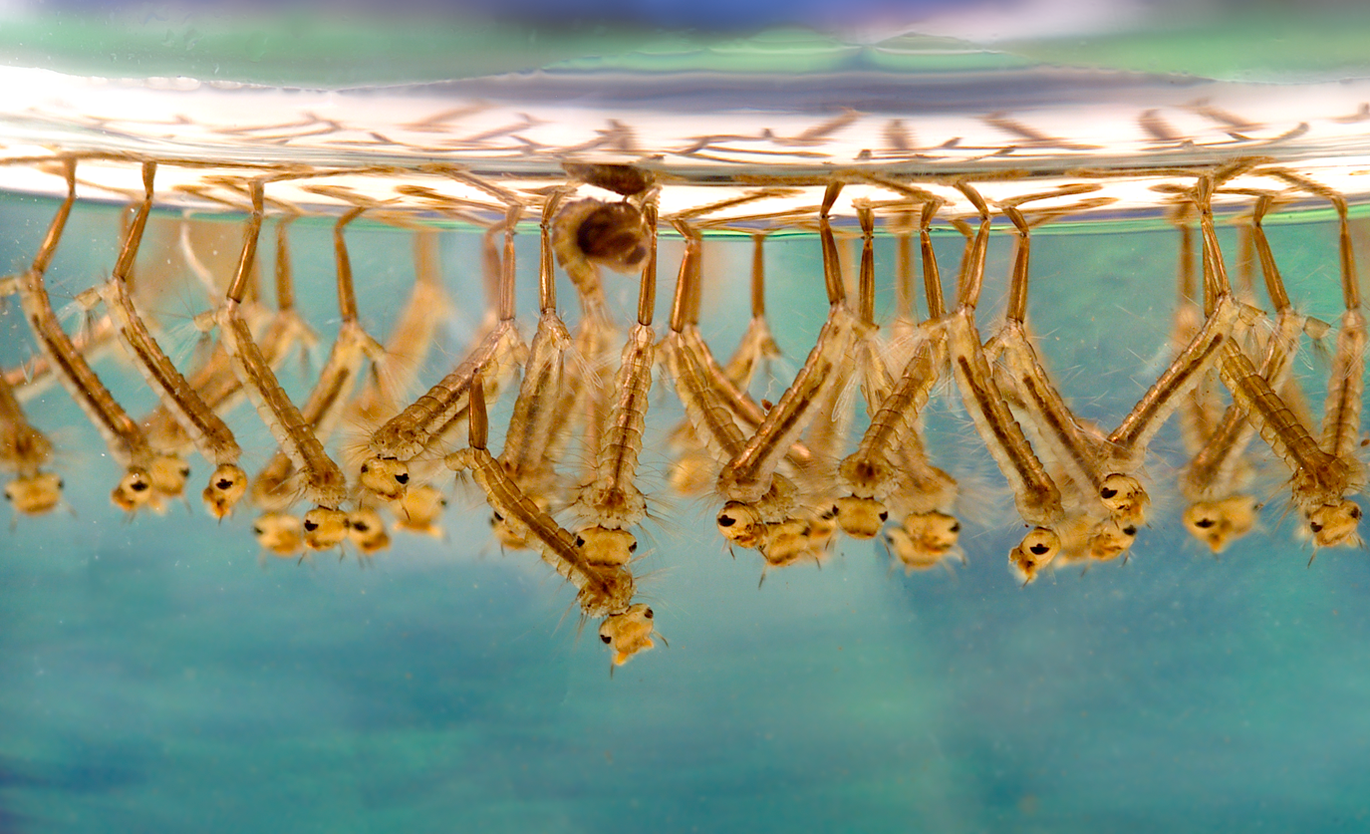
Larwy Culex sp.

Samce pobierają wyłącznie płynny pokarm roślinny, natomiast samice ponadto ssą krew zwierząt stałocieplnych (są hematofagami), która niezbędna jest im do rozwoju jaj. Aktywnie szukają swoich żywicieli, trzymając się jednak siedlisk wilgotnych z uwagi na łatwość wysychania ich ciała. Dorosłe aktywne są głównie nocą. Najczęściej związane są pokarmowo ze ssakami, w tym z człowiekiem, ale niektóre wybierają ptaki (gatunki ornitofilne), a nawet gady i płazy.
Larwy i poczwarki przechodzą rozwój w środowisku wodnym. Większość gatunków występuje w stałych lub okresowych wodach powierzchniowych, ale liczne ograniczone są w swym występowaniu do fitotelm czy wypełnionych wodą szczelin skalnych. Niektóre potrafią rozwijać się w sztucznych naczyniach z wodą. Kilka gatunków może przechodzić rozwój nawet w wodach zanieczyszczonych organicznie. Larwy żerują filtrując drobny pokarm z toni wodnej przy użyciu uformowanych w wachlarze włosków na wardze górnej. Oddychają powietrzem atmosferycznym, pobieranym za pomocą syfonu.

## Rozprzestrzenienie
Takson kosmopolityczny, znany ze wszystkich krain zoogeograficznych, rozprzestrzeniony od tropików po strefę klimatu chłodnego, jednak najliczniejszy w strefie podzwrotnikowej. W Polsce reprezentowany jest przez 5 gatunków: C. hortensis, C. modestus, C. pipiens, C. territans i C. torrentium (zobacz: komarowate Polski).

## Taksonomia
Rodzaj ten wprowadzony został w 1758 roku przez Karola Linneusza. Jego gatunkiem typowym wyznaczono komara brzęczącego (Culex pipiens).
Rodzaj Culex obejmuje 769 opisanych gatunków, sklasyfikowanych w 26 podrodzajach (7 gatunków nie przyporządkowano do podrodzaju):
- Culex (Acalleomyia) Leicester, 1908
- Culex (Acallyntrum) Stone et Penn, 1948
- Culex (Aedinus) Lutz, 1904
- Culex (Afroculex) Danilov, 1989
- Culex (Allimanta) Casal et García, 1968
- Culex (Anoedioporpa) Dyar, 1923
- Culex (Barraudius) Edwards, 1921
- Culex (Belkinomyia) Adames et Galindo, 1973
- Culex (Carrollia) Lutz, 1905
- Culex (Culex) Linnaeus, 1758
- Culex (Culiciomyia) Theobald, 1907
- Culex (Eumelanomyia) Theobald, 1909
- Culex (Kitzmilleria) Danilov, 1989
- Culex (Lasiosiphon) Kirkpatrick, 1925
- Culex (Lophoceraomyia) Theobald, 1905
- Culex (Maillotia) Theobald, 1907
- Culex (Melanoconion) Theobald, 1903
- Culex (Micraedes) Coquillett, 1906
- Culex (Microculex) Theobald, 1907
- Culex (Neoculex) Dyar, 1905
- Culex (Nicaromyia) González Broche et Rodríguez R., 2001
- Culex (Oculeomyia) Theobald, 1907
- Culex (Phenacomyia) Rossi et Harbach, 2008
- Culex (Sirivanakarnius) Tanaka, 2004
- Culex (Tinolestes) Coquillett, 1906
- incertae sedis:
  - Culex cairnsensis (Taylor, 1919)
  - Culex flochi Duret, 1969
  - Culex inornata (Theobald, 1905)
  - Culex nigrimacula Lane & Whitman, 1943
  - Culex ocellatus Theobald, 1903
  - Culex punctiscapularis Floch & Abonnenc, 1946
  - Culex romeroi Surcouf & Gonzalez-Rincones, 1912

## Znaczenie medyczne i weterynaryjne
Niektóre gatunki z podrodzajów Culex s.s. i Melanoconion mają duże znaczenie medyczne jako wektory patogenów ludzkich, zwłaszcza wirusów. W Ameryce Północnej komar brzęczący, C. restuans, C. nigripalpus i C. tarsalis przenoszą wirusy wywołujące zapalenie mózgu. W krainie orientalnej C. fuscocephala, C. geldius, C. tritaeniorhynchus i C. vishnui przenoszą flawiwirusy wywołujące japońskie zapalenie mózgu. W Australii C. annulirostris przenosi wirusy zapalenia mózgu doliny Murray oraz wirusa rzeki Ross. W Afryce wirus Zachodniego Nilu, wywołujący gorączkę Zachodniego Nilu przenoszony jest przez C. neavei, C. perexiguus i C. univittatus, a wirus gorączki doliny Rift przez komara brzęczącego i C. theileri. Niektóre gatunki z podrodzaju Culex przenosić też mogą wywołujące filariozy nicienie, np. filarię Bancrofta czy Brugia malayi. Chociaż przedstawiciele rodzaju nie przenoszą malarii ludzkiej, są wektorami zarodźca Plasmodium relictum wywołującego zimnicę ptasią.